# Analeptura lineola
Genre
Espèce
Analeptura lineola est une espèce d'insectes appartenant à la famille des Cerambycidae, la seule du genre Analeptura.

## Référence
- (en) Linsley & Chemsak, 1976 : Cerambycidae of North America. Part 6, No. 2. Taxonomy and classification of the subfamily Lepturinae. University of California Publications in Entomology 80 p. 1-186.